# Doris Girard
Doris Girard est une productrice québécoise.

## Filmographie
- 1982 : Les Yeux rouges
- 1989 : Sous les draps, les étoiles
- 1989 : Cruising Bar
- 1989 : Blanche est la nuit
- 1989 : Jésus de Montréal
- 1990 : Simon les nuages
- 1990 : La Nuit du visiteur
- 1990 : Le Marché du couple
- 1991 : La Tranchée
- 1991 : Solo
- 1991 : Montréal vu par…
- 1991 : Love-moi
- 1991 : Le Fabuleux voyage de l'ange
- 1991 : Le Complexe d'Édith
- 1992 : La Vie fantôme
- 1992 : Le Récital
- 1992 : Being at Home with Claude
- 1992 : Léolo
- 1993 : Le Sexe des étoiles
- 1993 : Doublures
- 1993 : Les Amoureuses
- 1994 : Rêve aveugle
- 1994 : La Fête des rois
- 1999 : Cinéma Vérité: Defining the Moment